# Catherine Quéré
Catherine Quéré, född 16 mars 1948, är en fransk politiker. Hon är medlem i Frankrikes nationalförsamling. Hon representerar Charente-Maritime och är medlem i Socialisternas, de radikalas och medborgarnas grupp.